# بيل إليس
بيل إليس (15 أغسطس 1919 في المملكة المتحدة - 9 يونيو 2007 في المملكة المتحدة) (بالإنجليزية: Bill Ellis)‏ هو لاعب كريكت بريطاني وبريطاني (وحمل سابقاً جنسية المملكة المتحدة لبريطانيا العظمى وأيرلندا). لعب مع نادي مقاطعة نوتنغهامشير للكريكت ‏.

## وصلات خارجية
- بيل إليس على موقع إي آس بي آن كريك إنفو (الإنجليزية)